# Nicolas Gigault
Nicolas Gigault /nikɔˈla ʒiˈɡo/ (Parigi?, 1627 circa – Parigi, 20 agosto 1707) è stato un compositore e organista francese del Seicento, attivo principalmente a Parigi.

## Biografia
Nicolas Gigault proveniva quasi certamente da una famiglia povera; infatti, da un documento del 1648, si apprende che lui e i suoi fratelli rinunciarono all'eredità paterna per evitarne i debiti. Tuttavia riuscì a vivere agiatamente, dal momento che già nel contratto relativo al primo dei suoi due matrimoni è indicato benestante e possessore di una notevole collezione di strumenti musicali, incluso un organo, alcuni clavicembali, spinette, clavicordi e un certo numero di strumenti a corda.

Fu organista in quattro diverse istituzioni parigine: St. Honoré (1646–52), St. Nicolas-des-Champs (dal 1652 sino alla morte), St. Martin-des-Champs (dal 1673) e l'Hôpital du Saint Esprit (dal 1685); la sua fama è attestata da un documento d'imposta per i tastieristi, del 1695, in cui il suo nome è iscritto fra quelli di primo piano, insieme a musicisti come Jean-Henri d'Anglebert e François Couperin.

Fu coinvolto in azioni legali, la prima volta nel tentativo vano di ricevere un indennizzo da un certo Janson, stampatore del suo Livre de musique del 1683, la seconda in un lungo contenzioso tra violinisti e tastieristi di Parigi. Un documento relativo a quest'ultimo evento lo annovera come insegnante di Jean-Baptiste Lully.

Nel 1706 fu membro della giuria che assegnò a Jean-Philippe Rameau il posto di organista della chiesa di Sainte Madeleine-en-la-Cité.

Dei suoi cinque figli, tre svolsero professioni attinenti alla musica, anche se non divennero compositori.

Il Livre de musique del 1683 contiene, tra l'altro, 20 celebri variazioni natalizie, nello stile del noël varié, che costituiscono il primo esempio documentato di questo genere.

## Opere

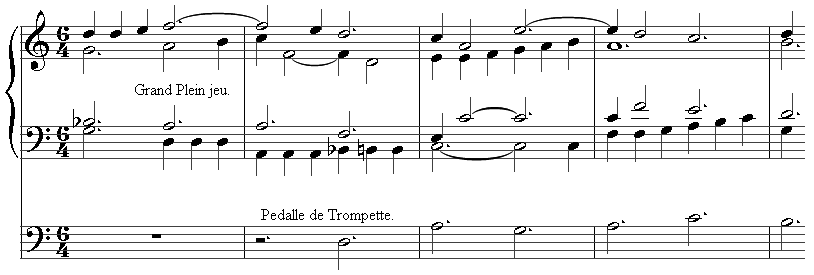
Dernier Kyrie di Gigault

- Dernier Kyrie di GigaultLivre de musique dédié à la Très Saincte Vierge … contenant les cantiques sacréz qui se chantent en l'honneur de son Divin Enfantement. … Une pièce diatonique en forme d'allemande marqué simple & avec les ports de voix, Parigi, 1683;
- Livre de musique pour l'orgue … plus de 180 pièces … pour servir sur tous les jeux à 1, 2, 3, et 4 claviers et pedalles en basse et en taille, Parigi, 1685.